# Municipio de Omaha (Nebraska)
El municipio de Omaha (en inglés: Omaha Township) es un municipio ubicado en el condado de Thurston en el estado estadounidense de Nebraska. En el año 2010 tenía una población de 1204 habitantes y una densidad poblacional de 10,36 personas por km².

## Geografía
El municipio de Omaha se encuentra ubicado en las coordenadas 42°8′50″N 96°28′44″O / 42.14722, -96.47889. Según la Oficina del Censo de los Estados Unidos, el municipio tiene una superficie total de 116.2 km², de la cual 116.08 km² corresponden a tierra firme y (0.1%) 0.12 km² es agua.

## Demografía
Según el censo de 2010, había 1204 personas residiendo en el municipio de Omaha. La densidad de población era de 10,36 hab./km². De los 1204 habitantes, el municipio de Omaha estaba compuesto por el 27.08% blancos, el 0.83% eran afroamericanos, el 69.52% eran amerindios, el 0.08% eran asiáticos, el 0.17% eran isleños del Pacífico, el 0.17% eran de otras razas y el 2.16% pertenecían a dos o más razas. Del total de la población el 2.66% eran hispanos o latinos de cualquier raza.